# Ardeutica patillae
Ardeutica patillae es una especie de polilla de la familia Tortricidae. Se encuentra en Puerto Rico.

## Descripción
La envergadura es de unos 18 mm. El color de fondo de las alas anteriores es marrón con algunos puntos blancos finos y dos puntos blancos más grandes en la costa cerca del medio. Las marcas son de color marrón oscuro. Las alas traseras son parduscas.